# Atlantisch orkaanseizoen 1680-1699
Hoewel data niet voor iedere voorgekomen storm beschikbaar zijn uit de Atlantisch orkaanseizoenen in de periode 1680-1699, waren sommige delen van de kustlijn bevolkt genoeg om betrouwbare gegevens te verzamelen over de waargenomen orkanen. Elk seizoen was een jaarlijkse cyclus van tropische cycloon-formaties in de Atlantisch stroomgebied. De meest tropische cycloonformaties vinden er plaats tussen 1 juni en 30 november.

## Stormen
| Jaar | Locatie                             | Datum        | Dodental                             | Schade/Opmerkingen                              |
| ---- | ----------------------------------- | ------------ | ------------------------------------ | ----------------------------------------------- |
| 1680 | Martinique                          | 3 augustus   | veel                                 | 22 schepen verloren                             |
| 1680 | Dominicaanse Republiek              | 15 augustus  | veel                                 | meer dan 25 schepen verloren                    |
| 1681 | West Caribische Zee                 | onbekend     | groot aantal personen verdronken     | onbekend                                        |
| 1683 | North Carolina, Connecticut         | 23 augustus  | onbekend                             | grote overstromingen                            |
| 1683 | Florida oostkust                    | onbekend     | 496                                  | onbekend                                        |
| 1689 | Nevis                               | onbekend     | helft van de inwoners van het eiland | onbekend                                        |
| 1692 | Jamaica                             | onbekend     | 100                                  | onbekend                                        |
| 1693 | Mid-Atlantische staten, New England | 29 oktober   | onbekend                             | overstromingen en veranderingen van de kustlijn |
| 1694 | Barbados                            | 27 september | 1000                                 | onbekend                                        |
| 1695 | Florida Keys                        | 4 oktober    | onbekend                             | 1 schip verwoest                                |
| 1695 | Martinique                          | oktober      | 600                                  | onbekend                                        |
| 1696 | West Cuba                           | onbekend     | onbekend                             | hevige overstroming, 1 schip verloren           |